# Дигорская улица (Владикавказ)
Дигорская улица — улица во Владикавказа, Северная Осетия, Россия. Находится в Северо-Западном муниципальном округе между улицами Тургеневской и Генерала Хетагурова. Начинается от Тургеневской улицы.
Дигорская улица пересекается с улицами Кастанаева, Леваневского, Левченко, Галковского и Щорса.
Улица названа именем города Дигора.
Улица образовалась в начале 50-х годов XX века. 18 мая 1954 года городской совет присвоил улице севернее Широкой улицы между улицами Тургеневской и Полевой наименование Дигорская улица.